# Liste der Nummer-eins-Hits in Frankreich (1989)
Diese Liste enthält alle Nummer-eins-Hits in Frankreich im Jahr 1989. Es gab in diesem Jahr zehn Nummer-eins-Singles und zwölf Nummer-eins-Alben.
| Singles | Alben |
| --- | --- |
| - Mylène Farmer – Pourvu qu'elles soient douces - 5 Wochen (4. Dezember 1988 – 7. Januar 1989) - David Hallyday – High - 5 Wochen (8. Januar – 11. Februar) - Pour toi Arménie – Pour toi Arménie - 7 Wochen (12. Februar – 1. April) - Madonna – Like a Prayer - 3 Wochen (2. April – 22. April) - Boney M. – Megamix 1988 - 6 Wochen (23. April – 3. Juni) - Avalanche – Johnny, Johnny Come Home - 8 Wochen (4. Juni – 29. Juli) - Kaoma – Lambada - 12 Wochen (30. Juli – 21. Oktober) - Philippe Lafontaine – Cœur de loup - 2 Wochen (22. Oktober – 4. November) - Jive Bunny & The Mastermixers – Swing the Mood - 4 Wochen (5. November – 2. Dezember) - Roch Voisine – Hélène - 9 Wochen (3. Dezember 1989 – 31. Januar 1990, insgesamt 11 Wochen; → 1990) | - Dire Straits – Money for Nothing - 10 Wochen (1. Januar – 11. März, insgesamt 12 Wochen; → 1988) - Jeanne Mas – Les crises de l'âme - 4 Wochen (12. März – 8. April) - Madonna – Like a Prayer - 2 Wochen (9. April – 22. April) - Boney M. – Greatest Hits (Remix 88) - 6 Wochen (23. April – 5. Juni) - Jean-Jacques Goldman – Traces - 2 Wochen (4. Juni – 17. Juni) - Simple Minds – Street Fighting Years - 2 Wochen (18. Juni – 1. Juli) - Johnny Hallyday – Cadillac - 8 Wochen (2. Juli – 26. August) - Prince – Batman - 6 Wochen (27. August – 7. Oktober) - Francis Cabrel – Sarbacane - 2 Wochen (8. Oktober – 21. Oktober) - Georges Brassens – Les copains d'abord - 6 Wochen (22. Oktober – 2. Dezember) - Elton John – The Very best of - 2 Wochen (3. Dezember – 16. Dezember) - Phil Collins – ...But Seriously - 5 Wochen (17. Dezember 1989 – 17. Januar 1990, insgesamt 7 Wochen; → 1990) |